# Shazikou
Shazikou är en ort i Kina. Den ligger i provinsen Shandong, i den östra delen av landet, omkring 320 kilometer öster om provinshuvudstaden Jinan. Antalet invånare är 4 750.
Närmaste större samhälle är Qingdao, 16,0 km väster om Shazikou. 
Genomsnittlig årsnederbörd är 852 millimeter. Den regnigaste månaden är juli, med i genomsnitt 278 mm nederbörd, och den torraste är januari, med 12 mm nederbörd.